# Taxón zombi

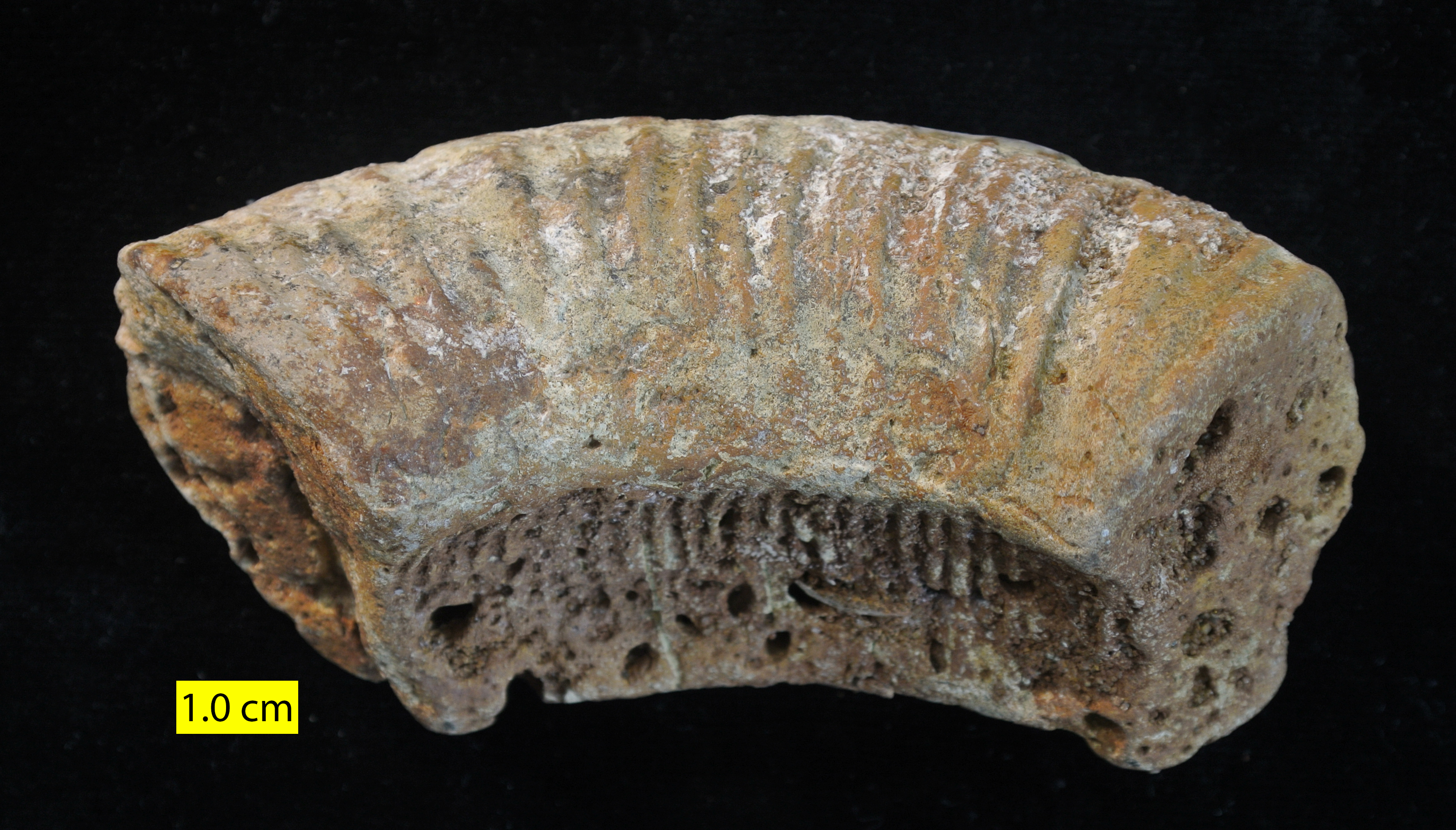
Molde interno de un amonites bioerosionado del Jurásico y reelaborado en un sedimento del Cretácico, siendo por ello el taxón que lo identifica un «taxón zombi» o remanié. Miembro Gravas de esponjas de Faringdon de la Formación Arenas de Faringdon, Inglaterra.

En paleontología, un «taxón zombi» (plural taxones zombi) o el «efecto zombi» son términos informales que se refieren a un taxón cuyos fósiles han sido encontrados en capas más recientes que las que corresponden a la duración real del taxón del que proceden. Esto puede suceder en casos de reelaboración tafonómica, cuando un fósil es extraído y desplazado de su lecho original por erosión y redepositado en sedimentos más recientes. El apelativo de zombi se utiliza debido a que resulta ser un fósil que, por error y al observar su presencia el sedimento más reciente, se interpretó que el organismo del que procede estaba vivo en una determinada época, cuando en realidad podría llevar millones de años extinto. Cuándo esto ocurre, el fósil se describe como «fósil reelaborado» o remanié. 
Los términos «efecto zombi» y «taxón o taxones zombi» fueron propuestos por David en 1996.
La tafonomía aporta herramientas para identificar estos casos de reelaboración tafonómica, atendiendo a los encostramientos, diferencias entre la naturaleza de la matriz del relleno y la del sedimento, rellenos geopetales incongruentes, señales de abrasión o bioerosión, entre otras.